# Okres Kłobuck
Okres Kłobuck (polsky Powiat kłobucki) je okres v polském Slezském vojvodství. Rozlohu má 889 km² a v roce 2023 zde žilo 82 220 obyvatel. Sídlem správy okresu je město Kłobuck.

## Gminy
Městsko-vesnické:
- Kłobuck
- Krzepice

Vesnické:
- Lipie
- Miedźno
- Opatów
- Panki
- Popów
- Przystajń
- Wręczyca Wielka

## Města
- Kłobuck
- Krzepice

## Sousední okresy
| Růžice kompasu | Wieluń    | Pajęczno      |             | Růžice kompasu |
| Růžice kompasu | Olesno    | Sever         | Częstochowa | Růžice kompasu |
| Růžice kompasu | Olesno    | Okres Kłobuck | Częstochowa | Růžice kompasu |
| Růžice kompasu | Olesno    | Jih           | Częstochowa | Růžice kompasu |
| Růžice kompasu | Lubliniec |               |             | Růžice kompasu |